# معدل الأيض الأساسي غير السوي
معدل الأيض الأساسي غير السوي يشير إلى معدل أيض أساسي مرتفع أو منخفض (BMR). له الكثير من المسببات سواء الفسيولوجية (جزء من وظيفة الجسم الطبيعية) أو المرضية (المرتبطة بالإصابة بالأمراض).